# Família Mandacúnio
Mandacúnio (em latim: Mandacunius), Mantacunes (em grego: Μανταχουνής; romaniz.: Mantachounḗs) ou Mandacuni (em armênio: Մանդակունի; romaniz.: Mandakuni) foi uma família nobre (nacarar) da Armênia ativa durante a Antiguidade e começo da Idade Média.

## Nome
Mandacúnio (Mandacunius) é a forma latinizada do armênio Mandacuni (em armênio/arménio: Մանդակունի, Mandakuni). O nome da família é formado por *Mandaque (*Մանդակ, *Mandak) e o sufixo -uni (-ունի), que é utilizado para se referir aos membros de uma linhagem. De acordo com a tradição preservada por Moisés de Corene, a família deriva seu nome de Miandaco (Միանդակ, Miandak), um indivíduo a quem o mítico Valarsaces I nomeou como caçador. Vardan Oskanyan propôs que o nome deriva da planta mandak (մանդակ). Foi registrado em grego como Mantacunes (Μανταχουνής, Mantachounḗs).

## História

Expansão dos domínios Mamicônios. Asmúnia está ao centro

Cyril Toumanoff atribuiu-lhes origem dinástica cáspio-meda ou mínio-maneia. Supostamente eram remanescentes do enclave maneu ou manda da Armênia Ocidental; os povos manda e sala aparecem nos registros do Império Hitita. Moisés de Corene alegou que os Mandacúnios descendiam de Miandaco, homem inflexível a quem o mítico Valarsaces I deu a missão de guardar as montanhas e caçar cabras selvagens. Asmúnia era seu apanágio. A Lista Militar (Զորնամակ, Zōrnamak), o documento que indica a quantidade de cavaleiros que cada uma das famílias nobres devia ceder ao exército real em caso de convocação, afirma que deviam arregimentar 300 cavaleiros. A Lista de Trono (Գահնամակ, gahnamak) os menciona em 47.ª posição entre as casas nobres. Moisés citou um falso Artavasdes no século III em substituição ao histórico Artavasdes I. No século V, Isaque e Farasmanes lutaram na revolta de Vardanes II (450–451) contra o xainxá Isdigerdes II (r. 438–457) e João I (r. 470–490) assumiu a posição de católico. Depois, a casa deixa de ser mencionada e pode ter desaparecido.